# Lobsang Chökyi Gyeltshen

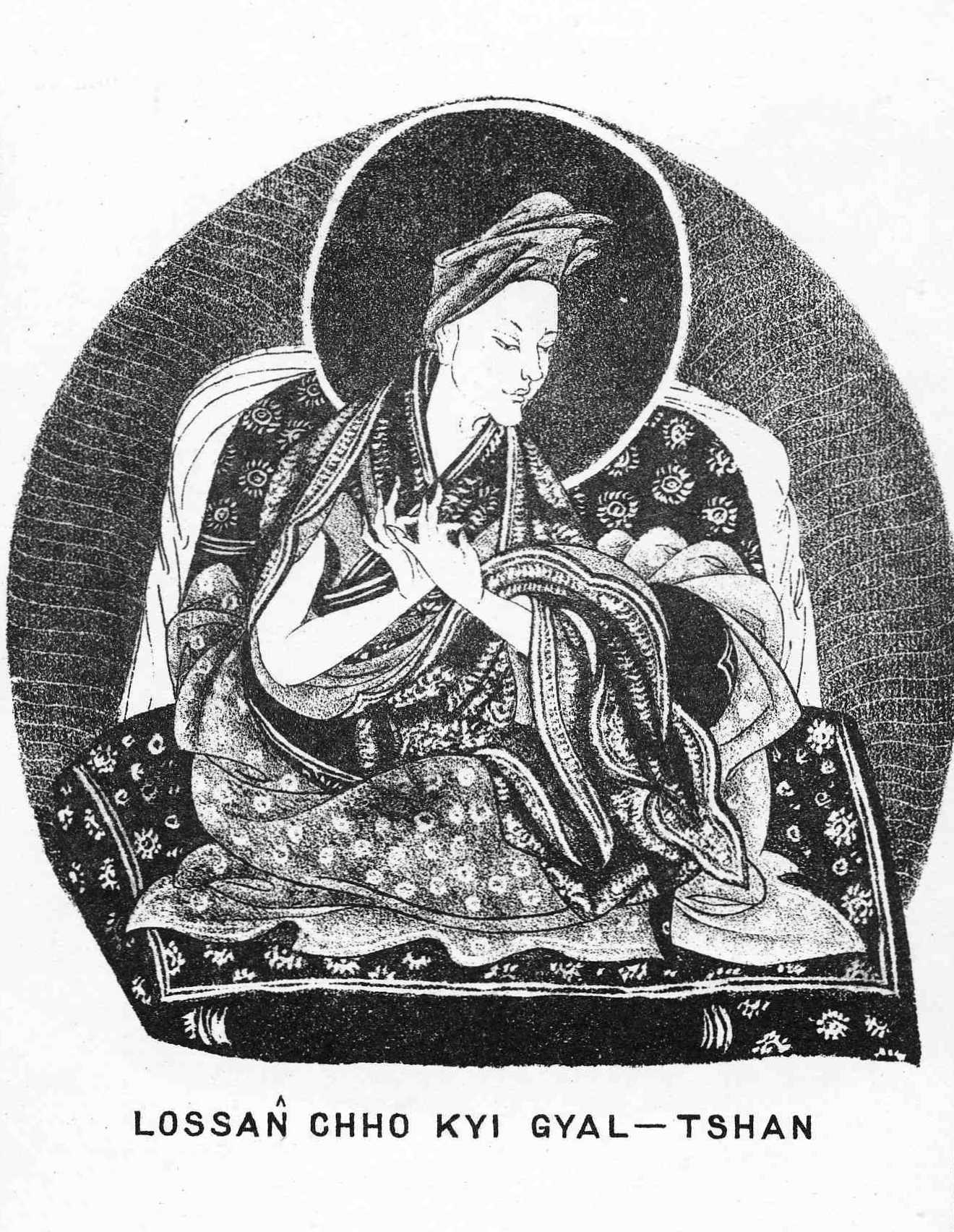
Lobsang Chökyi Gyeltshen

Lobsang Chökyi Gyeltshen (tib.: blo bzang chos kyi rgyal mtshan; * 1570; † 1662) erhielt als erster den Titel Penchen Lama vom 5. Dalai Lama Ngawang Lobsang Gyatsho. Durch die rückwirkende Anerkennung dreier weiterer Penchen Lamas gilt er auch als 4. Penchen Lama der Gelug-Tradition des tibetischen Buddhismus.

## Leben
Lobsang Chökyi Gyeltshen war Tutor des 5. Dalai Lama und vieler weiterer bekannter Personen des tibetischen Buddhismus. Der 5. Dalai Lama schätzte seinen Lehrer so hoch, dass er ihn als Emanation des Buddha Amitabha bezeichnete und ihm den Titel „Penchen Lama“ (Großer gelehrter Guru) verlieh.
Die ersten buddhistischen Gelübde erhielt Lobsang Chökyi Gyeltshen von Sanggye Yeshe (1525–1590/1591) im Alter von 13 Jahren. Mit 14 Jahren fing er an, den Buddhismus in Trashilhünpo zu studieren. Mit 22 Jahren erhielt er die volle Ordination von Penchen Damchö Yarphel (* 16. Jahrhundert). Mit 30 wurde er Abt von Trashi Lhünpo. Im Alter von 34 Jahren gab er dem 4. Dalai Lama die Mönchsgelübde. 1626 wurde er Abt der „Changtse“ (tib.: byang rtse) Fakultät des Klosters Ganden.
Nachdem Lobsang Chökyi Gyeltshen 1662 im 93. Lebensjahr verstorben war, begann der 5. Dalai Lama mit der Suche nach der Reinkarnation des Penchen Lama. Er verfasste ein spezielles Gebet, in dem er seinen Lehrer darum bat zurückzukehren und wies die Mönche der Gelug-Klöster dazu an es zu rezitieren. Ferner reservierte er den Titel „Penchen“ (Sanskrit: Mahapandita), der ursprünglich auch für andere Personen des tibetischen Buddhismus verwendet wurde, exklusiv für die „Penchen Lamas“. Der Titel wurde in Zukunft sowohl für die Nachfolger Lobsang Chökyi Gyeltshens verwendet, als auch für dessen Vorgänger, rückwirkend bis Khedrub Geleg Pelsang (1385–1438), dem 3. Ganden Thripa, der postum zusätzlich zum 1. Penchen Lama ernannt wurde.

## Werke
Lobsang Chökyi Gyeltshen schrieb viele Texte und Kommentare zum tibetischen Buddhismus. Besonders bekannt sind der von ihm verfasste Lamrim-Text „Lamrim Delam“ (tib.: lam rim bde lam), die Gurupuja „Lama Chöpa“ (tib.: bla ma mchod pa'i cho ga, der sich auf die mystische „Zaubergleiche Schrift der Nahen Gaden-Linie“ bezieht), der „Kommentar zum Wurzeltext für die kostbare Gelug-Kagyü-Tradition der Mahamudra“ (tib.: dge ldan bka' brgyud rin po che'i phyag chen rtsa ba rgyal ba'i gzhung lam), u. a.